# Rio Mariricu
O Rio Mariricu ou Rio Marerike é um rio brasileiro, defluente do Rio São Mateus. Deságua no Oceano Atlântico na cidade de São Mateus, no Espírito Santo. 